# Stiftsweingut Herzogenburg

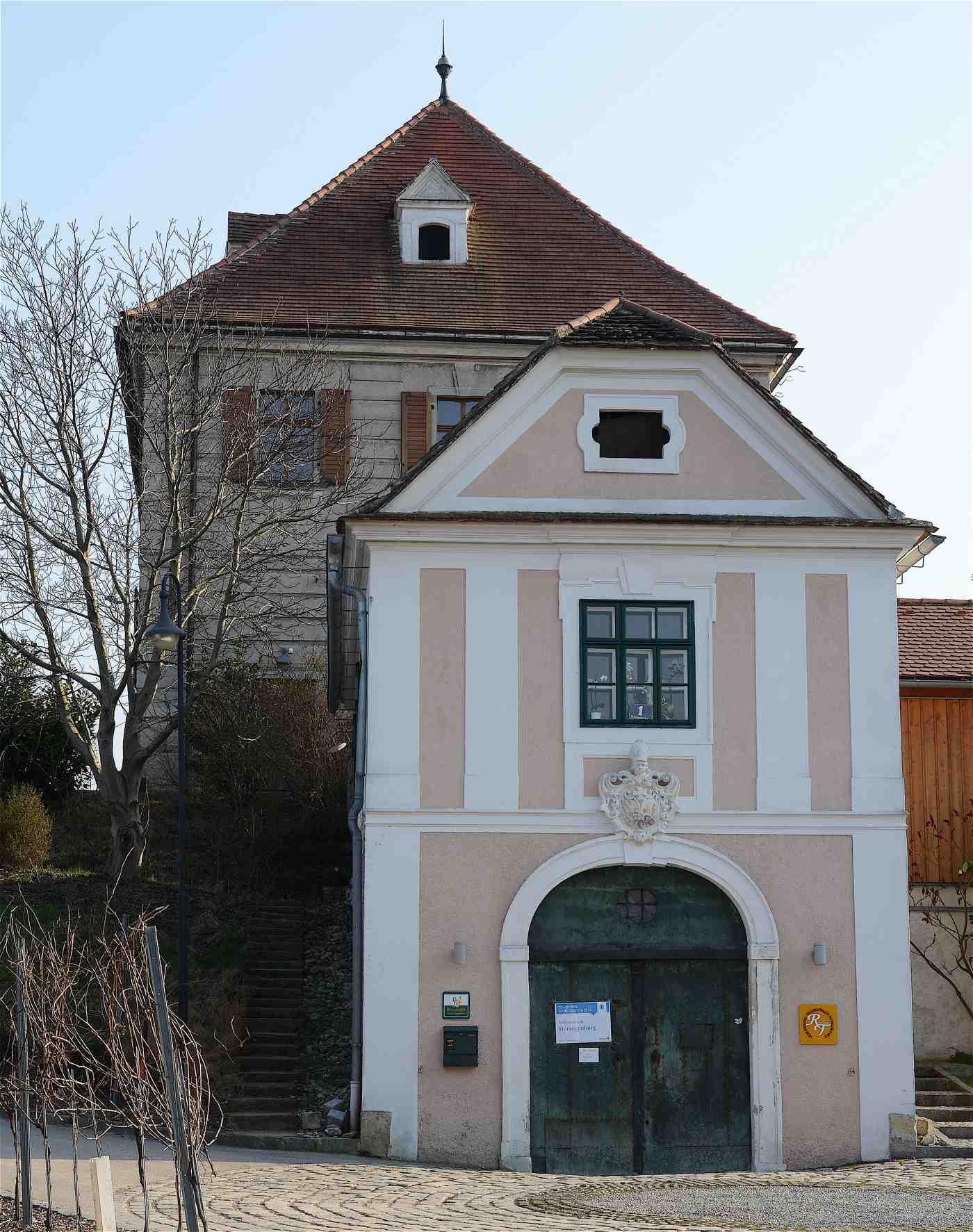
Vorne das Kellerstöckl von Jakob Prandtauer, hinten das Kellerschlössel von Joseph Munggenast in Wielandsthal bei Herzogenburg

Das Stiftsweingut Herzogenburg liegt im niederösterreichischen Traisental zwischen Sankt Pölten und Krems und ist das älteste Weingut im Weinbaugebiet Traisental.

## Geschichte
Der Ortsteil Wielandsthal in der heutigen Stadtgemeinde Herzogenburg wird in den Urkunden des Stiftes Herzogenburg bereits im 13. Jahrhundert erwähnt. Es residierte dort ein Adelsgeschlecht, die Herren von Wielandsthal. Aus dieser Familie kam auch ein Propst des Stiftes Herzogenburg: Wolfker von Wielandsthal. Im 14. und 15. Jahrhundert erwarb das Stift Höfe und Weingärten in Wielandsthal.
Der klösterliche Weinbau wurde in der Regel von Pächtern betrieben. Das Stift erhielt als Pacht ein Drittel des Ertrags. Über die klösterlichen Weinvorräte wachten der Kellermeister bzw. der Kellner, ein Angestellter des Stiftes. Bereits aus der Barockzeit sind genaue Arbeitsvorschriften für den Kellner überliefert:

„Anweisung an den Kellner im Stift und Kloster Herzogenburg im Jahr 1669:

1. Er soll gewissenhaft darauf achten, dass er alle Weinfässer nummeriert, beschriftet und in das Kellerregister einträgt. Mittwochs und samstags soll er alle sauber putzen, auch die Essigfassln.

2. Die Eimer und das Geschirr soll er täglich mit sauberem Wasser ausschwenken. Die Stiftskanzlei wird ihm dazu Bürsten zur Verfügung stellen.

3. Den Messwein und den Weißwein, der im Kapitel getrunken wird, soll er zur rechten Zeit in die Sakristei tragen und täglich dem Gottesdienst beiwohnen.“

Der heute noch bestehende barocke Keller in Wielandsthal wurde um 1725/30 von dem niederösterreichischen Baumeister Jakob Prandtauer errichtet. Darüber erhebt sich das 1739 von Joseph Munggenast errichtete Kellerschlössel, dessen Erdgeschoß als Presshaus verwendet wurde. Die Räume im 1. Stock wurden mit Stuck von Anton Pöckh und Malerei von Thomas Mathiowitz ausgestaltet.
Im 20. Jahrhundert wurde der Weingartenbesitz des Stiftes Herzogenburg in Wielandsthal, Reichersdorf und Inzersdorf zu einem Weingut zusammengefasst.
Das Weingut wurde von Hans Jörg Schelling im Jahr 2009 für 25 Jahre gepachtet.

## Das Weingut
Das Weingut verfügt mit einer Fläche von 580 Quadratmeter über den größten unterirdischen Keller der Region. Im Zuge der Betriebsübernahme wurde der Keller gänzlich restauriert und modern ausgestattet. Das Presshaus wurde mit einem Rebler und einer neuen Presse ausgestattet, im Keller selbst wurden neue Stahltanks aufgestellt. Der Keller hat permanent eine Temperatur zwischen 8 und 12 Grad Celsius und ermöglicht somit optimale Gär- und Lagerprozesse. Im Jahr 2009 wurden auch die beiden 170 Jahre alten Baumpressen restauriert.
Das Sortenprogramm wurde vom Vorgängerweingut Maurer vollkommen beibehalten, jedoch erzeugt das Weingut Schelling keine Süßweine mehr. Die Rebfläche wurde seit der Übernahme des Weinguts im Jahr 2009 von 5,5 Hektar auf 11 Hektar vergrößert (Stand 2015).
Seit Übernahme des Ministeramtes durch Hans Jörg Schelling ist dessen Tochter Julia Schelling als Geschäftsführerin des Weinguts bestellt. Bereits seit der Gründung des Weinguts kümmert sie sich auch um Vertrieb und Marketing. Für die betrieblichen Entscheidungen rund um die Weinherstellung sind die beiden Traisentaler Josef Baumgartner und Matthias Getzinger verantwortlich.
Erzeugt werden Grüne Veltliner verschiedener Ausprägungen, Weißburgunder, Chardonnay, Sauvignon Blanc, Riesling und Gelber Muskateller. Aus den aromatischen Sorten Sämling und Traminer wird Schaumwein hergestellt. Der geringe Rotweinbestand liefert die Trauben für den Roséwein. Topwein ist der Grüne Veltliner Selectio, der zumeist mit einer der beiden stiftlichen Baumpressen verarbeitet wird.